# 河內由加利
河内由香里（日语：かわち ゆかり，3月30日－）是一位日本漫画家和藝人。出生于兵庫縣西宫市。血型是A型。
1986年以《小孩不沮喪的故事》出道，榮獲第1屆少女朋友新人漫畫獎。之後，她陸續推出了《少女朋友》（講談社）等浪漫喜劇、奇幻、愛情故事等作品。 《少女朋友》停刊後，她在《飯後甜點》（同）上發表了作品。近年来，描寫母親的作品逐渐增多。

## 作品列表
（未特别標示的作品均由講談社出版）
- 心跳大預言 (1987)
- 夢行階段（全2集）（1987年）企劃及原作：花井愛子
- 花式皇后（全2集）(1988)
- 蓝色淚珠 (1989)
- 雪天使（全4集）（1989年）
- 戀曲7200秒（全3集）（1989年）
- 倒數5秒（全3集）（1991 年 - 1992 年）
- 奇幻愛麗絲（全5集）（1992 年 - 1994 年）
- 尋找戀人的100種方法（1994） 原作：小林深雪
  - 被改編成電視劇，在ABC電視台和朝日電視台播出6集（1995年）
- 喵喵俏佳人（全2集）（1994 年 - 1995 年）
- 相思到永遠 (1995)
- 漫畫摘星夢(全)（1996）開始
- 銀色指輪 (全) (1996)
- 青澀17歲（1996年，平装本2004年）
- 兩個理花子 (1997)
- 老师，别走！ (1997)
- 人魚的淚 (1998)
- 愛永不止息 (1999)
- 18歲的鼓動 (1999)
- 無言的情書 (2000)
- 無名指的謊言 (2000)
- 媽媽的渡假天國(2001)
- 媽媽的流行關係(2001)
- 沙做的結婚蛋糕 (2001)
- 途中下車 (2002)
- 給未來的約定 (2002)
- 119歲為愛不顧一切 (2004)
  - 包括《如果我們不曾相遇》和《無聲的訊息》
- 媽媽的挑戰（2006）
  - 收錄《放學後獨自一人》
- 好在我没忘 (2007)
  - 收錄《清志這狗》
- 8個月大的天使 (2008)
  - 收錄《魔法的手指》
- 春天飄的雪 (2009)
  - 包括《第5年再會》和《92朵玫瑰》
- 給天國的孩子～獻給我無法出生的孩子 (2012)
  - 收錄《媽媽，抱抱我。》
- 每月一期的女性現實生活劇《樱色之疤》（2016年：文化社出版）

### 插畫/小說
（未特别收錄的作品均由講談社出版）
- 藍色淚珠 (1991)
  - 作为小說家的處女作。
- 相思到永遠 (1994)
  - 小說。後來被改編成漫畫。
- 與男友直到黎明 (2002)
  - 原作：愛菜、講談社×文庫

### 共同作者（综合）
（未特别收錄的作品均由講談社出版）
- 令人傷感的愛 (2000)
- 感人肺腑的讀者體驗手札（2000）
- 100頁～長篇感人的愛情故事名著傑作集（2000年）
- 100頁～長篇感人的愛情故事名著傑作集 第二部(2001)
- 十大帥哥 (2002)
- 讀者十大真實的爱情故事 (2003)
- 秘密之戀：最佳10大秘密H (2003)
- 令人感動的愛情故事：最佳100頁長篇5    (2003)
- 10幾歲的少女案卷 (2003)
- 10幾歲的少女受孕、結婚 (2004)
- 一個10幾歲少女的真實情感體現（2004）
- 甜品精選：讀者投稿 絕對會讓你落淚！難忘的純愛體驗 (2004)
- 絕對真實、感人的受孕、結婚 (2005)
- 五個100頁的單一鏡頭：少女受孕、結婚的真實感人故事。 (2005)
- JAM Bon：日本名著的秘密 (2006)
- 10幾歲的少女案卷 (2006)
- 對於第一次當媽媽的人而言：8% 的奇跡 (2007)
- 不是開玩笑的哭泣 (2008)
- 四分之一的人擁有幸福的婚姻 (2009)
- 對於第一次當媽媽的人而言，98.9% 的真相 (2010)
- 對於第一次當媽媽的人 9.2% 起 (2011)
- 不是開玩笑的哭泣：真實感人的愛情故事 (2011)

## 其他
- CD 河内由加利原創專輯「玻璃灰姑娘」（ Pony Canyon ）（1991）
  - 为其中4首歌曲作词（★玻璃灰姑娘、★1001秒的夏天、★夢的碎片、★愛的幻覺）
- 兩場簽名會在台灣台北舉行

## 主演

### 電視劇
- 1995年ABC電視台/朝日電視台電視劇《尋找戀人的100種方法》【最後一集「關東煮姐姐」角色（有台詞）】
- 大量日本國內節目
- 台灣電視台

### 廣播
- 大量

## 外部鏈接
- 所屬經紀公司的個人檔案 （页面存档备份，存于）